# سيد قاسم المصري
السفير سيد قاسم المصري هو المستشار الحالى لأمين عام منظمة المؤتمر الإسلامي لشئون الأقليات، ومساعد وزير الخارجية الأسبق لشئون الأمم المتحدة والمنظمات الدولية، ومن أحد الؤكلاء الأربعة المؤسسين لحزب الدستور.

## نشأته وحياته
ولد في عام 1936 بمدينة «مغاغة» بمحافظة المنيا، وتخرج في كلية التجارة جامعة القاهرة، قسم العلوم السياسية عام 1958. التحق المصري بالسلك الدبلوماسي عام 1960، ليعمل بعدها ضمن بعثة مصر لدى الأمم المتحدة من عام 1966 إلى 1970، ومستشارا للسفارة المصرية في روما من 1974 إلى 1977، وعضوا في وفد مصر بمفاوضات السلام المصرية – الإسرائليلية التي أسفرت عن اتفاقية السلام الشهيرة عام 1979، ووزيرا مفوضا بالسفارة المصرية ببولندا من 1980 إلى 1984، وسفير مصر لدى السعودية ومندوب مصر الدائم في منظمة المؤتمر الإسلامى من 1987 إلى 1991، وسفير مصر الدائم لدى جامعة الدول العربية من 1991 إلى 1992، وسفير مصر لدى إندونيسيا من 1992 إلى 1995، ومساعد وزير الخارجية لشئون الأمم المتحدة والمنظمات الدولية من 1995 إلى 2000.
كان أول سفير تبتعثه القاهرة إلى السعودية بعد عودة العلاقات بين البلدين التي انقطعت على خلفية توقيع مصر لاتفاقية السلام مع إسرائيل، ونجح المصري خلال ترأسه بعثة مصر الدبلوماسية هناك من عام 1987 إلى 1991، في تفكيك التعقيدات المتراكمة في العلاقات الثنائية بين القاهرة والرياض، وخاصة في ملفى الهيئة العربية للتصنيع وهيئة الخليج لتنمية مصر.
ولم تتوقف عجلة إنجازاته عند حدود وزارة الخارجية المصرية، بل تعدتها إلى آفاق العمل الدولى، إذ تم انتخابه بصفة شخصية، عضوا بلجنة الأمم المتحدة لمناهضة التعذيب والمعاملة اللا إنسانية لمدة 8 سنوات، من عام 1998 إلى 2005، شهدت واحدة من أهم محطاته الدبلوماسية، كما تم انتخابه أمين عام مساعد لمنظمة المؤتمر الإسلامى من عام 2000 إلى 2001. 
لعب مساعد وزير الخارجية الأسبق، أيضا دورا بارزا من عام 2006 إلى 2012، كمبعوث سلام لمنظمة المؤتمر الإسلامى لدى الفلبين، في وقف القتال الدائر في جنوب الفلبين، وإعادة أطراف النزاع إلى مائدة المفاوضات وإنشاء جهاز لتطبيق اتفاق السلام.